# Сно, Ольга Павловна
Ольга Павловна Сно (в девичестве Тутковская; 8 мая 1881 — 6 июля 1929) — русская писательница украинского происхождения.

## Биография
Родилась 8 мая 1881 года в Киеве в семье учёного-геолога Павла Тутковского. После окончания гимназии печаталась в Киеве, Одессе, Санкт-Петербурге («Киевское слово», «Одесские новости», «Биржевые ведомости», «Образование», «Северная Звезда»).
Существует версия, что Сергей Есенин использовал один из псевдонимов Ольги Сно («Ольга Снегина», «О. П. Снегина», «О. Снегина», «Снежинка», «О. С.»), которая часто печаталась с ним в одних журналах, для названия своей поэмы «Анна Снегина» и фамилии главной героини. Эти псевдонимы были вариантами перевода фамилии мужа Ольги Павловны, англичанина по происхождению, Евгения Эдуардовича Сно (англ. Snow — рус. Снег).
Писала романы, рассказы, пьесы, статьи, подготовительные материалы к произведениям, повесть «У древней стены», сборник «На гастролях. Повесть из закулисной жизни».
Умерла 6 июля 1929 года. Похоронена в Киеве на Лукьяновском кладбище (участок № 1).